# 中谷芙二子
中谷芙二子（英語：Fujiko Nakaya, 1933年5月15日—） 是一位日本艺术家，雕塑家。以其雾雕塑出名。

## 生平

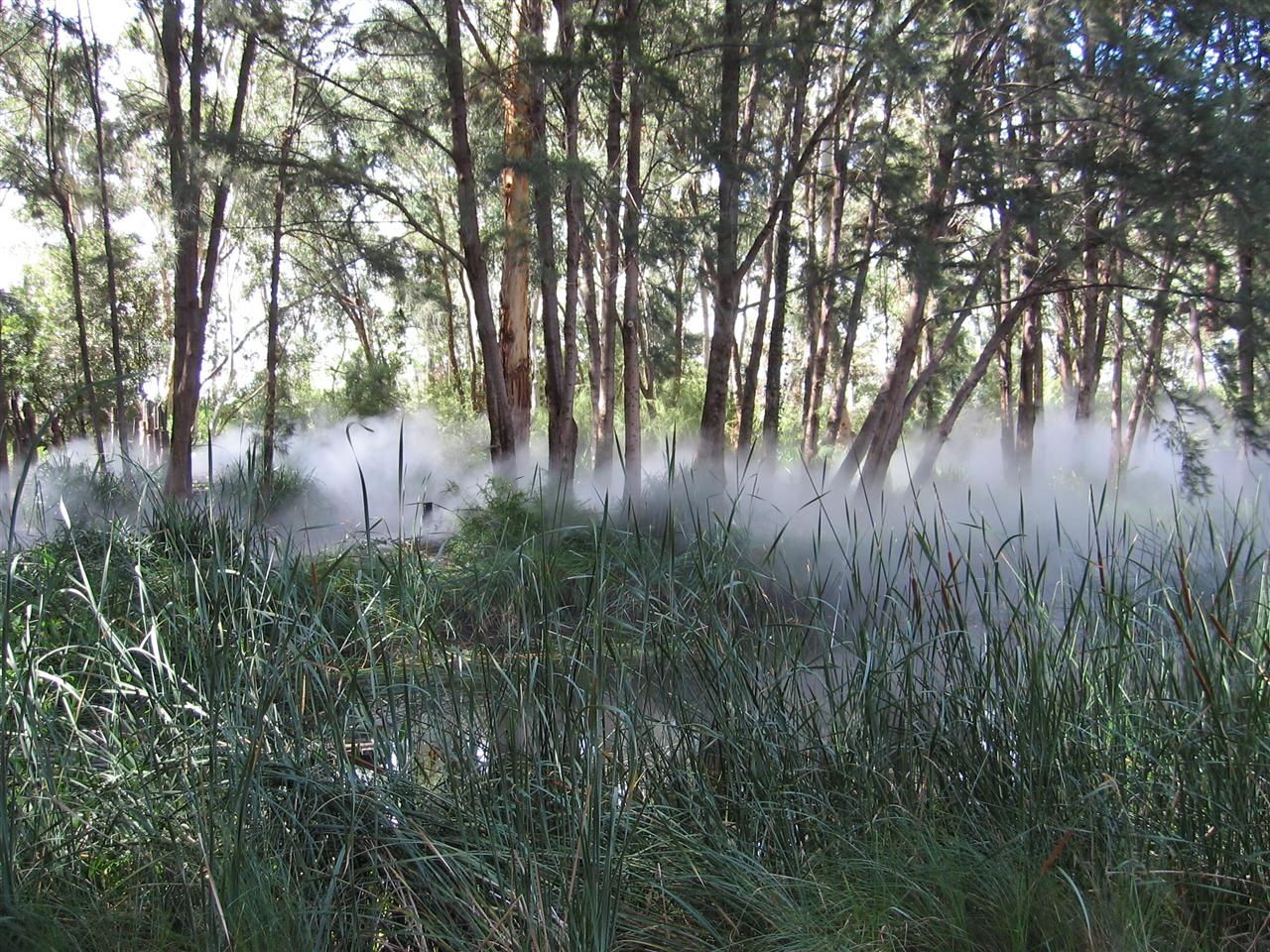
雾雕塑

1933年出生于日本北海道札幌市，日本女子大学附属高等学校毕业于后留学美国，1957年毕业于美国西北大学。之后在巴黎和马德里继续学习绘画。

## 荣誉
2023年获得沃爾夫藝術獎。

### 勋章奖章
- 旭日中绶章（2024年4月29日[4]）

## 家庭
父亲是日本物理学家中谷宇吉郎。